# François Colling
François Colling (5 de marzo de 1940 – 18 de octubre de 2024) fue un ingeniero y político luxemburgués, miembro del Partido Popular Social Cristiano de su país. Sirvió en la Cámara de Diputados desde 1979 hasta 1999.
Murió el 18 de octubre de 2024, a la edad de 84 años.

## Carrera Profesional
Colling fue elegido diputado por la lista electoral del Partido Popular Social Cristiano y reelegido en 1984, 1989 y 1994.
De 1996 a 2006 fue miembro del Tribunal de Cuentas Europeo.